# Liste der Monuments historiques in Sainte-Ramée
Die Liste der Monuments historiques in Sainte-Ramée führt die Monuments historiques in der französischen Gemeinde Sainte-Ramée auf.

## Liste der Bauwerke
| Bezeichnung | Beschreibung                                                        | Standort | Kennzeichnung | Schutzstatus | Datum | Bild |
| ----------- | ------------------------------------------------------------------- | -------- | ------------- | ------------ | ----- | ---- |
| Windmühle   | 1803 erbaut, Mechanik teilweise erhalten, mit benachbarter Bäckerei | (Lage)   | PA00105309    | Inscrit      | 1989  |      |

## Liste der Objekte
| Bezeichnung      | Beschreibung                     | Standort                     | Kennzeichnung | Schutzstatus | Datum | Bild |
| ---------------- | -------------------------------- | ---------------------------- | ------------- | ------------ | ----- | ---- |
| Prozessionskreuz | Kupfer und Holz, 16. Jahrhundert | in der Kirche St-Rémy (Lage) | PM17000721    | Classé       | 1991  |      |